# Dagi (Untervorsteher der Priester)
Dagi war ein altägyptischer Würdenträger in der Ersten Zwischenzeit, um 2100 v. Chr., der wahrscheinlich in seiner Funktion als oberste religiöse Instanz seiner Stadt auch als lokaler Statthalter fungierte. Die Denkmäler, die ihn nennen, stammen aus Naqada, wo der Friedhof von Qus lag. Dagi trägt auf den von ihm erhaltenen Denkmälern die Titel „Einzig(artig)er Freund“ (Smḥr-w ˁ.tj = Semher-wati) und „Untervorsteher der Priester“ (Sḥḏ Ḥmw-nṯr = Sehedsch Chemu-netjer). Als „Untervorsteher der Priester“ hatte Dagi auch weltliche Aufgaben zu erfüllen und war damit praktisch lokaler Statthalter von Qus. Der Titel „Einziger Freund“ war ein Hofrangtitel, den nur eine kleinere Gruppe von ausgewählten Würdenträgern tragen durfte.

## Erwähnung
Dagi ist, soweit bekannt, bisher von zwei Stelen belegt. Zum einen handelt es sich um die Stele seines Vaters Hetepi, die sich heute im Archäologischen Nationalmuseum Florenz befindet und 1884–1885 von Ernesto Schiaparelli gekauft wurde. Zum anderen erscheint Dagi auf der Stele des Hasi, der „Vorsteher der Stoffe des Palastes“ war und der auf dem Stein angebrachten Inschrift zufolge unter einem „Vorsteher der Priester“ Dagi und dessen Sohn, dem „Vorsteher der Priester“ Djef diente. Es ist allerdings nicht völlig gesichert, dass es sich bei diesem Dagi um dieselbe Person handelt wie die von der Stele des Hetepi. Zu der Person von Dagi ist sonst nichts bekannt.
Bei beiden Stelen, auf denen Dagi genannt wird, handelt es sich um Grabsteine, die wahrscheinlich aus Naqada stammen. Bei Naqada lag der Friedhof von Qus. Die Stele in Florenz stammt aus dem Kunsthandel, wobei der Kunsthändler Dra Abu el-Naga als Herkunftsort angab. Mit hoher Wahrscheinlichkeit stammt die Stele aber aus Naqada (falsche Fundortangaben werden oft von Kunsthändlern geliefert, um Archäologen nicht auf ertragreiche Fundstätten aufmerksam zu machen). Henry George Fischer hat in einer Monografie alle schriftlichen Quellen zu Qus und dem koptischen Gau (in dem Qus liegt) gesammelt. Er konnte verschiedene Stelen dem Fundort zuweisen, obwohl sie in den Museen oftmals andere Fundortangaben haben.